# Chafik Rachadi
Chafik Rachadi (en arabe : شفيق رشادي), né le 21 octobre 1963 à Marrakech, est un homme politique marocain.

## Biographie
Après l’obtention d’un Bachelor en administration des affaires de Montréal (1987) et d’un certificat en management international de l'INSEAD de Fontainebleau (1995), d’un Master en finance et contrôle de gestion d’Orléans (2000), il a couronné son parcours académique par un doctorat en Droit privé, sous le thème : La propriété industrielle à la lumière de la jurisprudence en droit comparé, à Perpignan (2004),,.
En Octobre 2016, Chafik Rachadi a été nommé Ambassadeur de Sa Majesté le Roi en République de Corée. 
De 1989 à 2016, il a assuré la présidence d'une entreprise marocaine spécialisée dans l'assemblage de véhicules industriels européen et asiatique.
De 2013 à 2016, il a été élu Vice-Président de la Chambre des représentants –le Parlement marocain-.
De 2002 à 2016, Il a été élu député à la chambre des représentants.
De 2014 à 2016, il est initiateur et facilitateur en tant que chef de projets de partenariats entre la Chambre des Représentants et des organismes internationaux, dont la Banque Mondiale,, Westminster Foundation for Democracy, l’Union européenne, l'Assemblée Nationale Française et House of Commons. Ces activités ont été axées principalement sur le soutien et le renforcement des capacités du parlement, notamment en matière de législation, contrôle budgétaire, évaluation des politiques publiques et l'E-parliament, .
De 2011 à 2016, il a présidé, à l’étranger, plusieurs délégations marocaines d’Hommes d’affaires et de parlementaires ; lors desquelles, il a assuré des interventions multidisciplinaires en langues arabe, française et anglaise, et ce à : USA, Canada, Royaume-Uni, Royaume d’Arabie-saoudite, République libanaise, Royaume de Bahreïn, Royaume hachémite de Jordanie, République arabe d'Égypte, Pays scandinaves, Pays africains, France,, Portugal, Allemagne, Bruxelles, Roumanie, etc,,,,.
De 2011 à 2012, Il a occupé le poste de président du groupe parlementaire du Rassemblement national des indépendants (RNI, 54 députés).
De 2007 à 2009, il a été membre du bureau de la Chambre des représentants.
En 2008, il a fondé et publié la première revue de la Chambre des Représentants.
Depuis 2002, dans le contexte de ses activités législatives, il effectue des études techniques et scientifiques des projets de lois de finances, et a été initiateur d'un nombre important de propositions de lois.
De 2003 à 2015, il a recueilli l’appui et la confiance des opérateurs économiques des Provinces de Settat, Benslimane et Berrechid où il a été élu Président de la Chambre de commerce, de l'Industrie et de services "CCIS" de Settat et Vice-président de la Fédération des chambres marocaines de commerce, d’industrie et de service (FCMCIS).
De 2009 à 2011, il a été élu 1er Vice-Président de l'Organisation arabe du travail (OAT)
En 2010, il a été primé par cette Organisation de la Ligue Arabe dans sa 37e édition au Royaume du Bahreïn comme leaders manager arabe émérite, « reconnu pour son implication dans l’enrichissement du travail dans toutes ses composantes tant au niveau national, régional qu’international ».
De 2006 à 2009, il a été actif dans les cercles académiques en tant que conférencier à l'Université Hassan 1er de Settat.
De 2008 à 2013, il a siégé au Conseil de la Concurrence, à l’Agence Marocaine de Développement des Investissements "AMDI" et à l'Office Marocain de la Propriété Industrielle et Commerciale "OMPIC".
Depuis 2011, il a œuvré dans les structures et les organisations du Rassemblement national des indépendants (RNI) comme membre du bureau politique.
Depuis 2002, Chafik RACHADI est membre de plusieurs associations artistiques, sportives et de bienfaisance.
De 2001 à 2016, Président de l’association des industriels de Berrechid AIB.
De 2005 à 2016, Secrétaire Général du groupement professionnel du poids lourd et de la carrosserie GPLC.
Passionné par la course à pied, il a participé à plusieurs évènements aussi bien nationaux qu'internationaux. Il a en effet participé à plusieurs marathons et semi-marathons notamment à Casablanca, Marrakech, Paris, Londres, Berlin.